# Kokusai Ki-59
Ki-59 — двухмоторный высокоплан смешанной конструкции.
Разработан в КБ «Ниппон коку Коге К. К.». Первый полет прототипа состоялся в июне 1939 года.
Принят на вооружение армии в середине 1941 года под наименованием транспортный самолет армейский тип 1.
Кодовое имя союзников — «Тереза» («Theresa»).

## Тактико-технические характеристики
Технические характеристики
- Экипаж: 3 человека
- Пассажировместимость: 8 человек
- Длина: 12,5 м
- Размах крыла: 17,0 м
- Высота: 3,05 м
- Площадь крыла: 38,4 м²
- Масса пустого: 2 880 кг
- Нормальная взлётная масса: 4 120 кг
- Максимальная взлётная масса: 4 240 кг
- Силовая установка: 2 × радиальный Hitachi Ha-13a
- Мощность двигателей: 2 × 510 л.с. (2 × 375 кВт)

Лётные характеристики
- Максимальная скорость: 300 км/ч
- Крейсерская скорость: 276 км/ч
- Нагрузка на крыло: 107,3 кг/м² (расч.)
- Тяговооружённость: 182 Вт/кг (расч.)